# Lizabeth R. Caddick
Lizabeth R. Caddick (1972) es una botánica inglesa, que ha trabajado con la flora de Madagascar.

## Algunas publicaciones
- lizabeth r. Caddick, paula j. Rudall, paul Wilkin, terry a.j. Hedderson, mark w. Chase. 2002. Phylogenetics of Dioscoreales based on combined analyses of morphological and molecular data DOI: 10.1046/j.1095-8339.2002.138002123.x Bot. J. of the Linnean Soc. 138 (2): 123–144

- -----------------------, carol a. Furness, kate l. Stobart, Paula j. Rudall. 1998. Microsporogenesis and pollen morphology in dioscoreales and allied taxa. Grana 37 (6): 321-336 1998 DOI:10.1080/00173139809362687

- La abreviatura «Caddick» se emplea para indicar a Lizabeth R. Caddick como autoridad en la descripción y clasificación científica de los vegetales.[2]